# Istituto di matematica applicata e tecnologie informatiche
L'Istituto di matematica applicata e tecnologie informatiche "Enrico Magenes" (IMATI) è un istituto di ricerca all'interno del Consiglio Nazionale delle Ricerche, che si occupa di matematica applicata e informatica.

## Storia
IMATI nasce dall'unione di tre precedenti istituti nel campo della matematica applicata: IAMI (Istituto per le applicazioni della matematica e dell'informatica) di Milano, IAN (Istituto di analisi numerica) di Pavia, e IMA (Istituto di matematica applicata) di Genova.

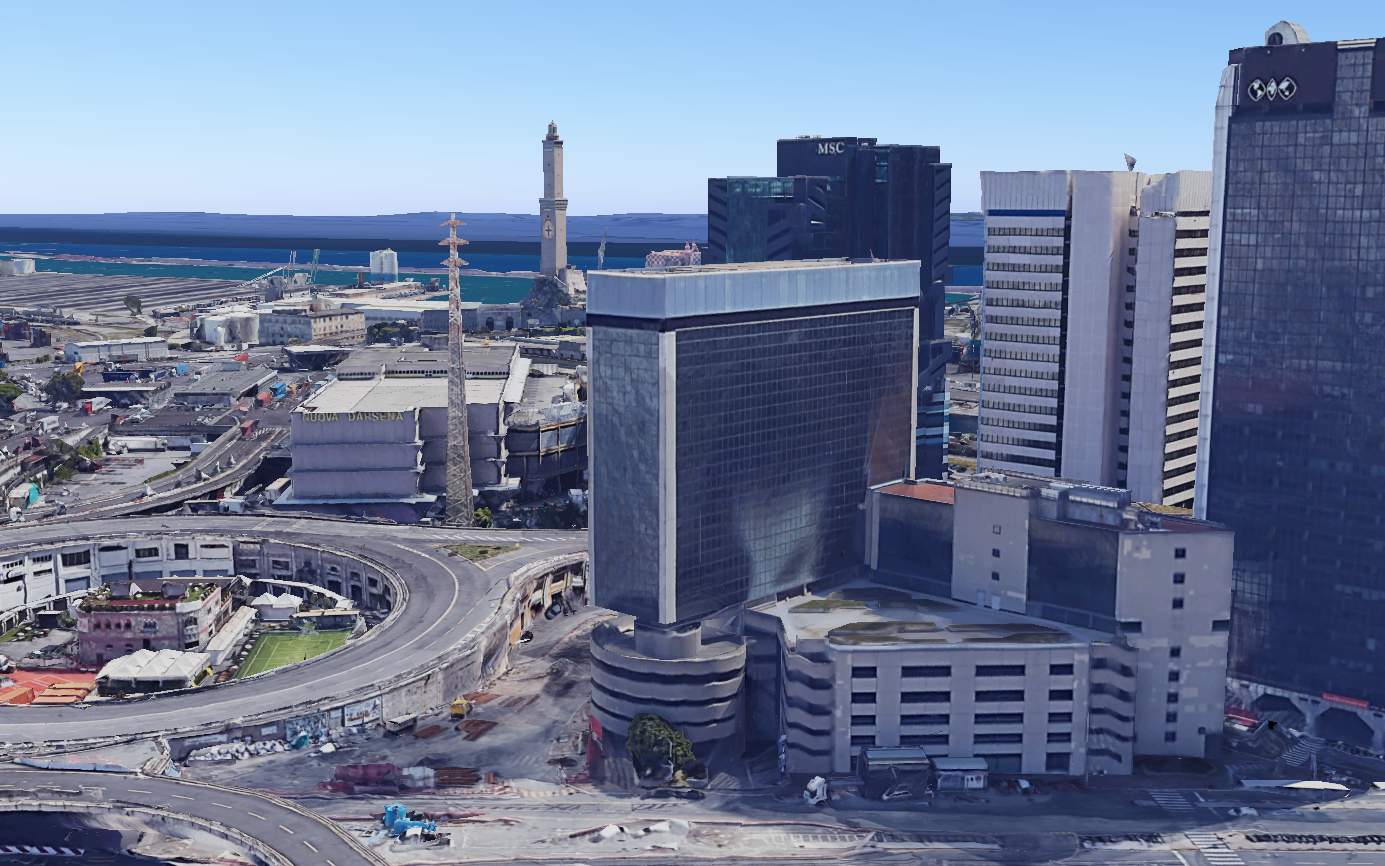
Sede IMATI di Genova

IMATI è stato intitolato alla memoria di Enrico Magenes il 2 novembre 2011.
Attualmente, l'istituto ha la sede principale a Pavia, e due sedi secondarie a Milano e Genova.

## Attività di ricerca
Le principali attività di ricerca presso IMATI sono:
- Analisi numerica e calcolo scientifico
- Elaborazione parallela e distribuita
- Modellazione, analisi e confronto di forme geometriche
- Modellistica matematica
- Modellizzazione di sistemi stocastici
- Rappresentazione e gestione della conoscenza legata a risorse informative e contenuti multidimensionali e multimediali
- Sviluppo e applicazioni di modelli statistici
- Trasferimento di conoscenza